# Mordella sororcula
Mordella sororcula es una especie de coleóptero de la familia Mordellidae.

## Distribución geográfica
Habita en Argentina.